# Aegilips atricornis
Aegilips atricornis är en stekelart som beskrevs av Fergusson 1985. Aegilips atricornis ingår i släktet Aegilips, och familjen glattsteklar. Arten är reproducerande i Sverige.